# Departamento de Justiça, Classificação, Títulos e Qualificação
 (octobre 2019).
Si vous disposez d'ouvrages ou d'articles de référence ou si vous connaissez des sites web de qualité traitant du thème abordé ici, merci de compléter l'article en donnant les références utiles à sa vérifiabilité et en les liant à la section « Notes et références ».
Le Departamento de Justiça, Classificação, Títulos e Qualificação, ou DJCTQ, est une autorité gouvernementale brésilienne dépendant du ministère de la Justice chargée de la classification des films, programmes télévisés et jeux vidéo au Brésil.

## Classification

### Actuelle
| Icône | Description                                                                                  |
| ----- | -------------------------------------------------------------------------------------------- |
|       | Livre para todos os públicos (Libre pour tous les publics)                                   |
|       |                                                                                              |
|       | Não recomendado para menores de 10 anos (Non recommandé pour les enfants de moins de 10 ans) |
|       |                                                                                              |
|       | Não recomendado para menores de 12 anos (Non recommandé pour les enfants de moins de 12 ans) |
|       |                                                                                              |
|       | Não recomendado para menores de 14 anos (Non recommandé pour les enfants de moins de 14 ans) |
|       |                                                                                              |
|       | Não recomendado para menores de 16 anos (Non recommandé pour les enfants de moins de 16 ans) |
|       |                                                                                              |
|       | Não recomendado para menores de 18 anos (Non recommandé pour les enfants de moins de 18 ans) |
|       |                                                                                              |

### Ancienne
| Icône | Description |
| ----- | --- |
|       | Especialmente recomendado para crianças e adolescentes (Particulièrement recommandé pour les enfants et les adolescents) |